# Steirodon
Steirodon is een geslacht van rechtvleugeligen uit de familie sabelsprinkhanen (Tettigoniidae). De wetenschappelijke naam van dit geslacht is voor het eerst geldig gepubliceerd in 1831 door Serville.

## Soorten
Het geslacht Steirodon omvat de volgende soorten:
- Steirodon barcanti Emsley, 1970
- Steirodon bilobatoides Emsley, 1970
- Steirodon bilobatum Scudder, 1875
- Steirodon degeeri Stål, 1874
- Steirodon fastigiosum Brunner von Wattenwyl, 1878
- Steirodon irregulariterdentatum Brunner von Wattenwyl, 1891
- Steirodon robertsorum Emsley, 1970
- Steirodon rufolineatum Emsley, 1970
- Steirodon sandrae Emsley, 1970
- Steirodon sulcatum Emsley, 1970
- Steirodon careovirgulatum Emsley, 1970
- Steirodon championi Saussure & Pictet, 1898
- Steirodon coronatum Stål, 1874
- Steirodon dentatum Stål, 1874
- Steirodon emarginatum Brunner von Wattenwyl, 1891
- Steirodon latipennis Saussure & Pictet, 1898
- Steirodon striolatus Brunner von Wattenwyl, 1878
- Steirodon unidentatum Brunner von Wattenwyl, 1891
- Steirodon barellum Pictet, 1888
- Steirodon dentiferoides Emsley, 1970
- Steirodon dentiferum Walker, 1869
- Steirodon dohrni Brunner von Wattenwyl, 1891
- Steirodon emsleyi Piza, 1979
- Steirodon flavolineatum Bruner, 1915
- Steirodon maroniensis Emsley, 1970
- Steirodon parastahli Piza, 1979
- Steirodon rarospinulosum Brunner von Wattenwyl, 1891
- Steirodon stalii Brunner von Wattenwyl, 1878
- Steirodon tricenarius Piza, 1974
- Steirodon alfaroi Rehn, 1944
- Steirodon ganymedes Rehn, 1944
- Steirodon ponderosum Stål, 1873
- Steirodon validum Stål, 1874